# Omloop van het Waasland 1986
 De 22e editie van de Belgische wielerwedstrijd Omloop van het Waasland vond plaats op 16 maart 1986. De start en finish vonden plaats in Kemzeke. De winnaar was Frank Verleyen, gevolgd door Dirk Clarysse en Wim Arras.

## Uitslag
| Omloop van het Waasland 1986 |                |                       |          |
| Plaats                       | Naam           | Ploeg                 | Tijd     |
| Winnaar                      | Frank Verleyen | Transvemij-Van Schilt | 4u55'00" |
| 2                            | Dirk Clarysse  | TeVe Blad-Eddy Merckx | z.t.     |
| 3                            | Wim Arras      | PDM                   | 10"      |

1965 · 1966 · 1967 · 1968 · 1969 · 1970 · 1971 · 1972 · 1973 · 1974 · 1975 · 1976 · 1977 · 1978 · 1979 · 1980 · 1981 · 1982 · 1983 · 1984 · 1985 · 1986 · 1987 · 1988 · 1989 · 1990 · 1991 · 1992 · 1993 · 1994 · 1995 · 1996 · 1997 · 1998 · 1999 · 2000 · 2001 · 2002 · 2003 · 2004 · 2005 · 2006 · 2007 · 2008 · 2009 · 2010 · 2011 · 2012 · 2013 · 2014 · 2015 · 2016 · 2017 · 2018 · 2019 · 2020 · 2021 · 2022 · 2023 · 2024